# RADIUS
Remote Authentication Dial In User Service (RADIUS) é um protocolo de rede que fornece gerenciamento centralizado de Autenticação, Autorização e Contabilização (Accounting em inglês) para usuários que conectam-se a e utilizam um serviço de rede. O RADIUS foi desenvolvido pela Livingston Enterprises Ic. em 1991 como um protocolo de autenticação e contabilização de servidor de acesso, sendo mais tarde introduzido como padrão do Internet Engineering Task Force (IETF).
Por causa do amplo apoio e da forte presença do protocolo RADIUS, ele é muito usado por ISP's nas empresas no gerenciamento de acesso a internet ou intranet, e também é integrado a serviços de e-mail. Algumas dessas redes podem incorporar o protocolo em suas implementações. Como por exemplo modens, DSL, ponto de acesso wireless, VPN's, servidores WEB e etc.
RADIUS é um protocolo do tipo cliente/servidor que roda como um protocolo da camada de aplicação, usa como apoio o protocolo de transferência UDP. Tanto Servidores de Acesso Remoto (RAS), como servidores de Redes Virtuais Privadas (VPNs) e Servidores de Acesso a Rede (NAS), e todos os gateways que controlam o acesso a rede possuem um componente cliente do protocolo RADIUS que se comunica com o servidor RADIUS. Este servidor normalmente é um processo de background rodando no UNIX ou Microsoft Windows server.
O servidor RADIUS possui três funções básicas:
1. autenticação de usuários ou dispositivos antes da concessão de acesso a rede.
2. autorização de outros usuários ou dispositivos a usar determinados serviços providos pela rede.
3. para informar sobre o uso de outros serviços.

O protocolo RADIUS é resumidamente, um serviço baseado em UDP de pergunta e resposta. As requisições e respostas seguem uma padrão de tabelas (variável=valor).
A variável não possui um nome e sim um número. A relação entre este número e seu nome é obtida através de dicionários. Exemplo de dicionário padrão:
```
ATTRIBUTE       User-Name               1       string
ATTRIBUTE       Password                2       string
ATTRIBUTE       CHAP-Password           3       string
ATTRIBUTE       NAS-IP-Address          4       ipaddr
ATTRIBUTE       NAS-Port-Id             5       integer
ATTRIBUTE       Service-Type            6       integer
ATTRIBUTE       Framed-Protocol         7       integer
ATTRIBUTE       Framed-IP-Address       8       ipaddr
ATTRIBUTE       Framed-IP-Netmask       9       ipaddr

```

O valor tem um tipo definido no dicionário, e os tipos comuns são: string, inteiro (numero), octeto ou ipaddr (endereço IP: 4 bytes) e tipo estendido (usado para transportar parâmetros personalizados de fabricantes de equipamentos).
O RADIUS tem uma porta para autenticação (UDP 1645 ou UDP 1812) e outra para contabilidade (UDP 1646 ou UDP 1813).

Numa rede que usa RADIUS, há funções distintas para os equipamentos:
Cliente: é o host que deseja usufruir de um recurso da rede, como por exemplo, uma estação que deseja se associar a um Access Point.
NAS (Network Autentication Server): é o host que recebe uma solicitação do cliente (o Access Point por exemplo) e autentica esse pedido no servidor RADIUS.
Servidor RADIUS: é o host que validará o pedido do NAS. A resposta do pedido de autenticação pode ser positiva (Access-Accept) acompanhada da tabela de parâmetros de resposta ou negativa (Access-Reject) sem nenhum parâmetro.
Nas respostas positivas (Access-Accept) os parâmetros de resposta são usados para orientar o NAS de como tratar o cliente.
Numa rede wireless, nos parâmetros podem constar por exemplo, o tempo máximo de conexão permitida, ou a chave de criptografia que deverá ser usada no canal de comunicação entre o cliente e o NAS.
O serviço RADIUS é amplamente usado em provedores de acesso a internet. No Brasil por exemplo, a Oi (empresa de telecomunicações) usa RADIUS no seu produto ADSL chamado Velox. No sistema Velox, o cliente inicia um pedido de conexão via protocolo PPPoE, um roteador Cisco série 7000 atende o pedido e envia o nome de usuário e senha para o servidor RADIUS (localizado num datacenter no Rio de Janeiro), o RADIUS por sua vez confere as credênciais em seu banco de dados e retorna para o roteador se o cliente pode se conectar ou não. Se a resposta for positiva, o cliente receberá um IP público e poderá navegar, caso a resposta seja negativa, o acesso é negado.